# Крахотин, Филипп Родионович
Филипп Родионович Крахотин (1904 — октябрь 1964) — старший механик ордена Ленина конного завода № 158 имени С. М. Будённого, Ростовская область.

## Биография
Родился в 1904 году в селе Кириково Лысковского района Нижегородской области. С 11 лет начал трудовой путь, до 1917 года трудился пастухом в Тульской и Калужской губерниях. С 1920 года работал пастухом в коневодческом совхозе Сальского округа Донской области.
С 1921 года и до последних дней своей жизни непрерывно трудился в конезаводе № 158 имени С. М. Будённого. Прошел путь от конюха, кочегара на молотилке, подручного слесаря до бригадира тракторной бригады. С 1942 года — заведующий ремонтными мастерскими, затем главный механик конезавода.
Внес значительный вклад в укрепление экономики конезавода, механизации процессов труда, освоение целинных и залежных земель. В 1947 году на полях конезавода, на площади 224,4 га был получен урожай озимой пшеницы по 30,6 центнеров с 1 га.
Указом Президиума Верховного Совета СССР от 29 октября 1948 года Крахотину Филиппу Родионовичу присвоено звание Героя Социалистического Труда с вручением ордена Ленина и золотой медали «Серп и Молот».
Работал на конезаводе до выхода на пенсию в 1963 году.
Неоднократно избирался депутатом Сальского районного и Буденовского поселкового Советов, членом партии исполкома и завкома.
Жил и работал в поселке Конезавод имени Будённого Сальского района. Скончался в октябре 1964 года.
Награждён орденами Ланина, Трудового Красного Знамени, медалями.